# Misanteca brittoniana
Misanteca brittoniana là loài thực vật có hoa trong họ Nguyệt quế. Loài này được (C.K. Allen & L.E. Greg.) Lundell miêu tả khoa học đầu tiên năm 1969.